# Csillogó vízgyűrűk (film)
A Csillogó vízgyűrűk (eredeti cím: Ring of Bright Water) 1969-ben bemutatott brit dráma filmvígjáték, amelyet Jack Couffer rendezett, Gavin Maxwell azonos című önéletrajza alapján. A főbb szerepekben Bill Travers, Virginia McKenna, Peter Jeffrey, Jameson Clark és Helena Gloag látható.
Az Egyesült Királyságban 1969. április 2-én a mozikban, míg Magyarországon 1983. június 22-én a Magyar Televízió mutatta be.

## Cselekmény
Graham Merrill naponta elsétál egy állatkereskedés előtt Londonban, és felfigyel egy vidrára (pontosabban egy hím európai vidrára), amelyet a kirakatban lát. Végül megvásárolja az állatot, és elnevezi Mijbilnek, röviden Mijnek. A vidra teljes felfordulást okoz a kis lakásában, ezért úgy döntenek, hogy elhagyják Londont, és egy tengerparti kunyhóba költöznek Skócia nyugati partján. Ott tengerparti vándorokként élnek, és megismerkednek Mary doktornővel, aki a közeli faluban lakik, valamint az ő kutyájával, Johnnyval. Mij és Johnny együtt játszanak a vízben, és mezőkön át ugrándoznak.  
Graham élő angolnákat próbál szerezni Mij számára, ami nagyon nehéz feladat, mivel télen az angolnák mélyebb vizekbe úsznak, így szinte lehetetlen kifogni őket. Emellett a város egyik halárusa sem árul élő angolnákat.
Mij kíváncsi és kalandvágyó természete messzire vezeti a kunyhótól egy nőstény vidrához, akivel együtt tölti a napot. Mivel nincs tisztában a veszéllyel, beleakad egy hálóba, és majdnem életét veszti. Az emberek azonban megtalálják, és segítenek neki felépülni. Graham sok időt tölt Mij rajzolásával, de rájön, hogy a vidra igazi fürgeségét csak víz alatt tudja igazán megörökíteni. Ezért egy nagy víztartályt épít régi ablakokból, hogy ott rajzolhassa meg.  
Nem sokkal később Merrill Londonba utazik, hogy elintézzen néhány ügyet, és Maryre bízza Mij gondozását. Egy séta során azonban egy árokásó végzetesen megsebzi a vidrát, nem tudván, hogy házi kedvenc. Merrill összetörve tér vissza, és mélyen megrendíti szeretett vidrájának halála. Kicsivel később Merrill és Mary meglepődve látják, hogy három vidrakölyök, anyjukkal együtt, a kunyhó felé közeledik. Ekkor döbben rá, hogy ők Mij párja és gyermekei, akik azért jöttek, hogy apjuk medencéjében játsszanak.  
Graham évek óta próbált regényt írni a mocsári arabokról, de amikor meglátja a vidrakölyköket játszani, tollat ragad, és Mijről kezd írni – arról, amit a vidra tanított neki önmagáról.

## Szereplők
| Szereplő            | Eredeti hang         | Magyar hang   |
| ------------------- | -------------------- | ------------- |
| Graham Merrill      | Bill Travers         | Csurka László |
| Mary MacKenzie      | Virginia McKenna     | Bencze Ilona  |
| Colin Wilcox        | Peter Jeffrey        |               |
| Storekeeper         | Jameson Clark        |               |
| Mrs. Flora Elrich   | Helena Gloag         |               |
| világítótorony őre  | W. D. Joss.          | Szoó György   |
| Buszvezető          | Roddy McMillan       |               |
| Mrs. Sarah Chambers | Jean Taylor-Smith    |               |
| halkereskedő        | Christopher Benjamin |               |
| útjavító            | Archie Duncan        |               |
| jegyértékesítő      | Tommy Godfrey        |               |
| Frank               | Phil McCall          |               |
| Mij                 | Két wisconsini vidra | Saját hangján |

### Magyar változat
- Főcím: Ulbrich András
- Magyar szöveg: Neményi Róza
- Hangmérnök: Bérczi Endre
- Vágó: Kern Mária
- Gyártásvezető: Miklai Mária
- Rendezőasszisztens: Kosztola Tibor
- Szinkronrendező: Márkus Éva

A szinkront a Pannónia Filmstúdió készítette el.

## Forgatás
A film egy részét Ellenabeich-ben forgatták.

## Képregény
A Dell Comics 1969 októberében kiadta a Jack Sparling által készített film képregényadaptációját.